# Leutold I. (Wildon)

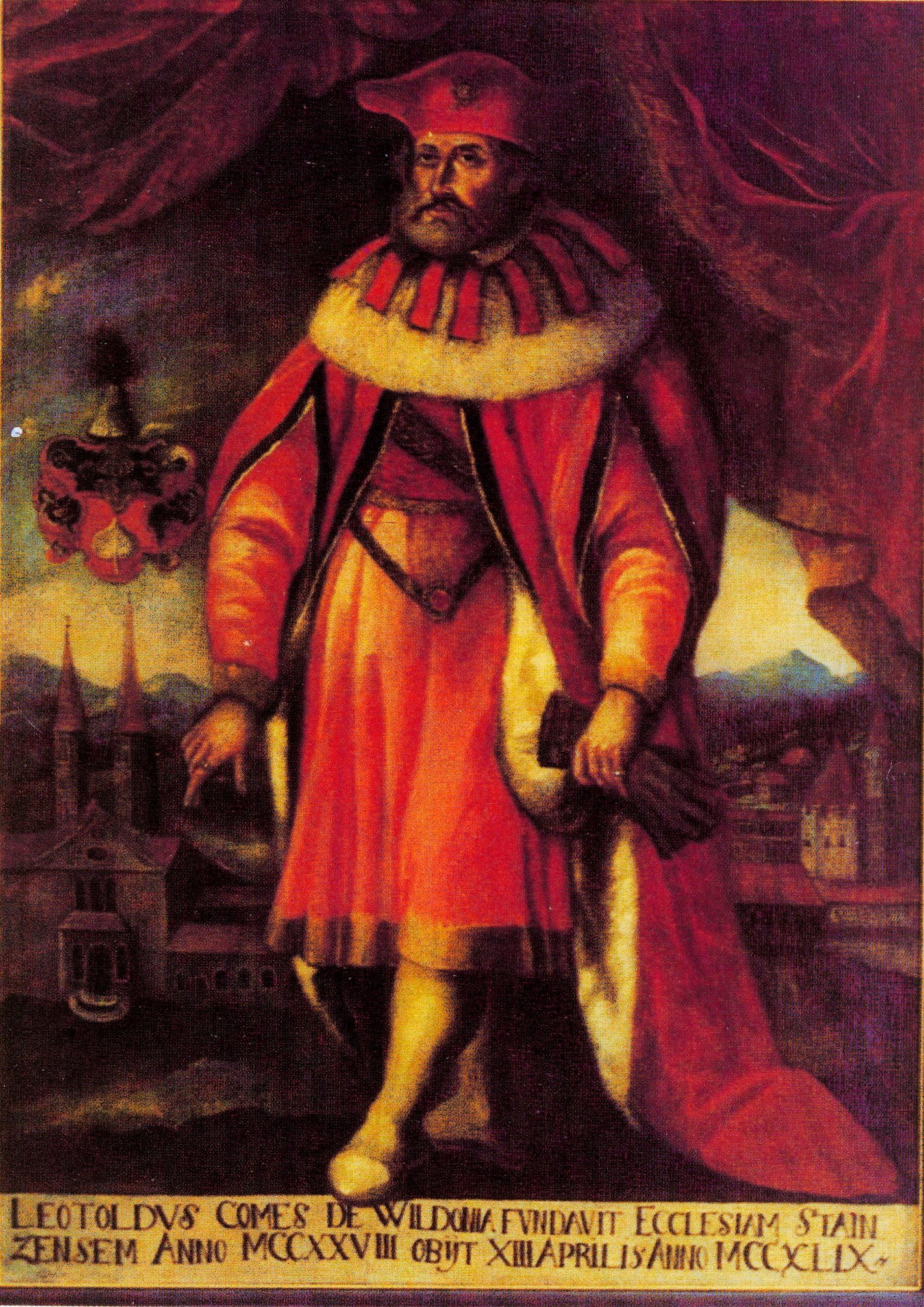
Leutold I. (Wildon)

Leutold I. (Liutold I., Leutold von Wildon, Leuthold) († 13. April 1249) aus der Adelsfamilie der Herren von Wildon war steirischer Ministeriale.

## Leben
Leutold war ein Sohn Herrands I. von Wildon und der Gertrud, Erbtochter Liutolds von Gutenberg.
Als Herzog Friedrich II. von Österreich und Steiermark 1236 geächtet wurde, stellte sich Leutold mit seinem Bruder Ulrich und den anderen steirischen Landesministerialen auf die Seite Kaiser Friedrichs II. und leistete ihm 1237 nach Wien Gefolgschaft. Als Herzog Friedrich 1239 die Macht in seinen Ländern wieder zurückerobert hatte, finden wir die Wildoner Brüder wieder an seinem Hof.
1236 besaß Leutold Schloss und Herrschaft Steyregg als Passauer Lehen, wohl ein Erbe von seinen Vorfahren aus deren Zeit mit den Traungauern. 1241 übergab er diese Herrschaft an seinen Schwiegersohn Albero V. von Kuenring-Dürnstein, der dann 1249 auch die obere Feste Riegersburg erben sollte.
Leutold erlebte noch mit seinem Bruder Ulrich das Erlöschen der Babenberger 1246 und drei Jahre der Reichsverwesung durch Graf Meinhard von Görz; im Jahre 1249 starb er.

### Stift Stainz
Da Leutold keine männlichen Nachkommen hatte, begann er bereits 1229 mit der Gründung einer Augustiner-Chorherrenstiftung in Stainz, die er zeit seines Lebens betrieb.

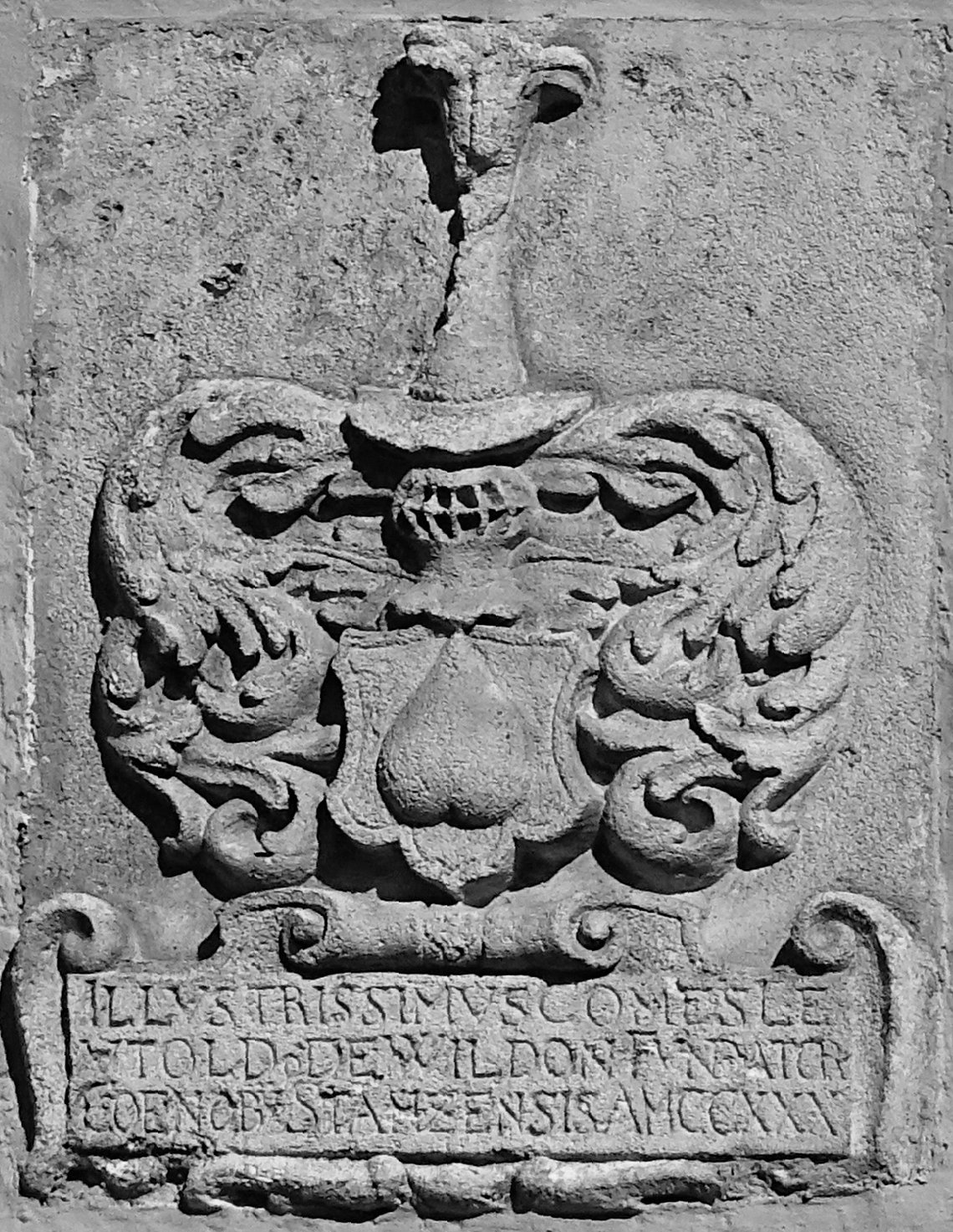
Wappen Leutold von Wildon, 1230 als Gründer des Klosters Stainz
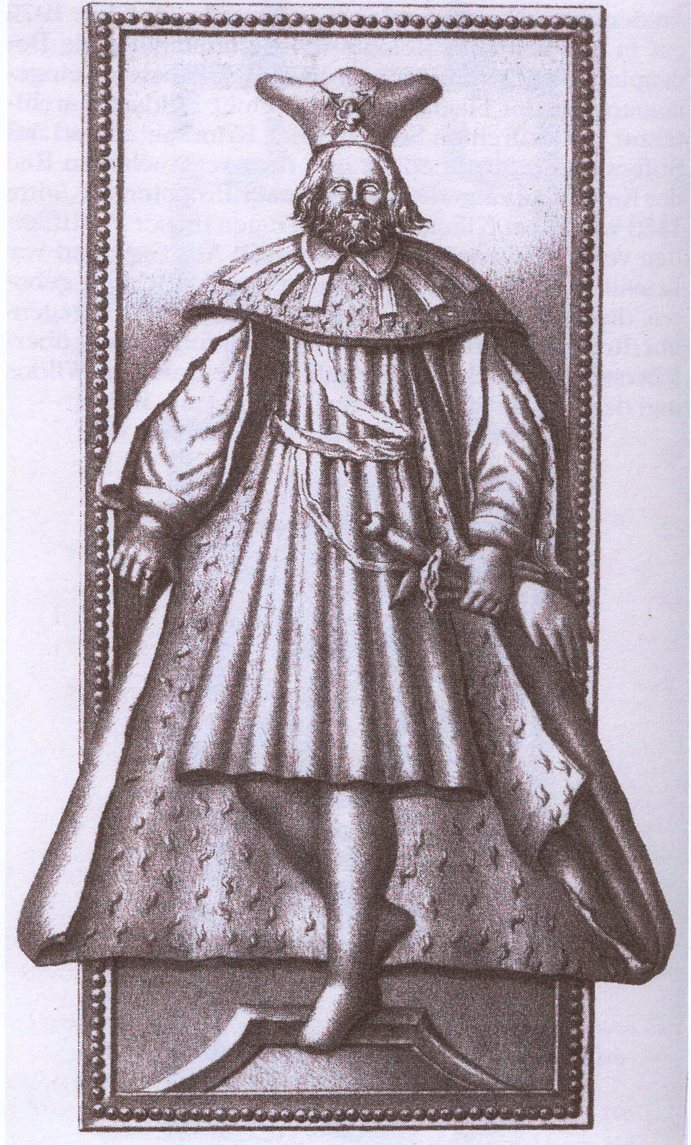
Leutold von Wildon
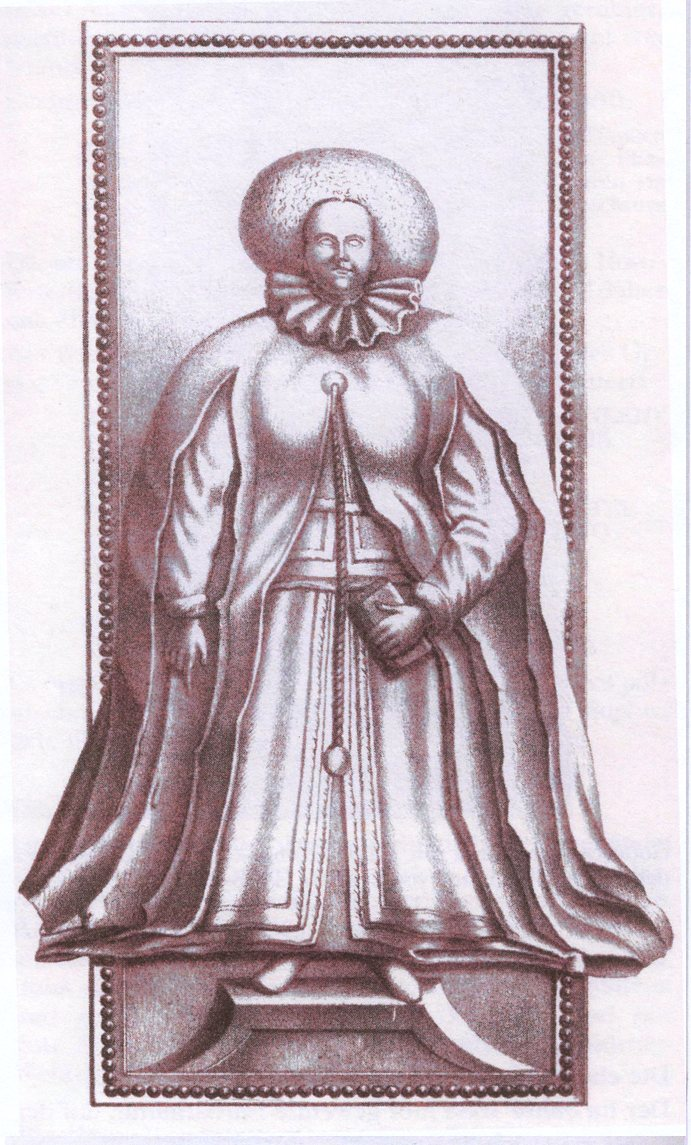
Agnes von Traberg
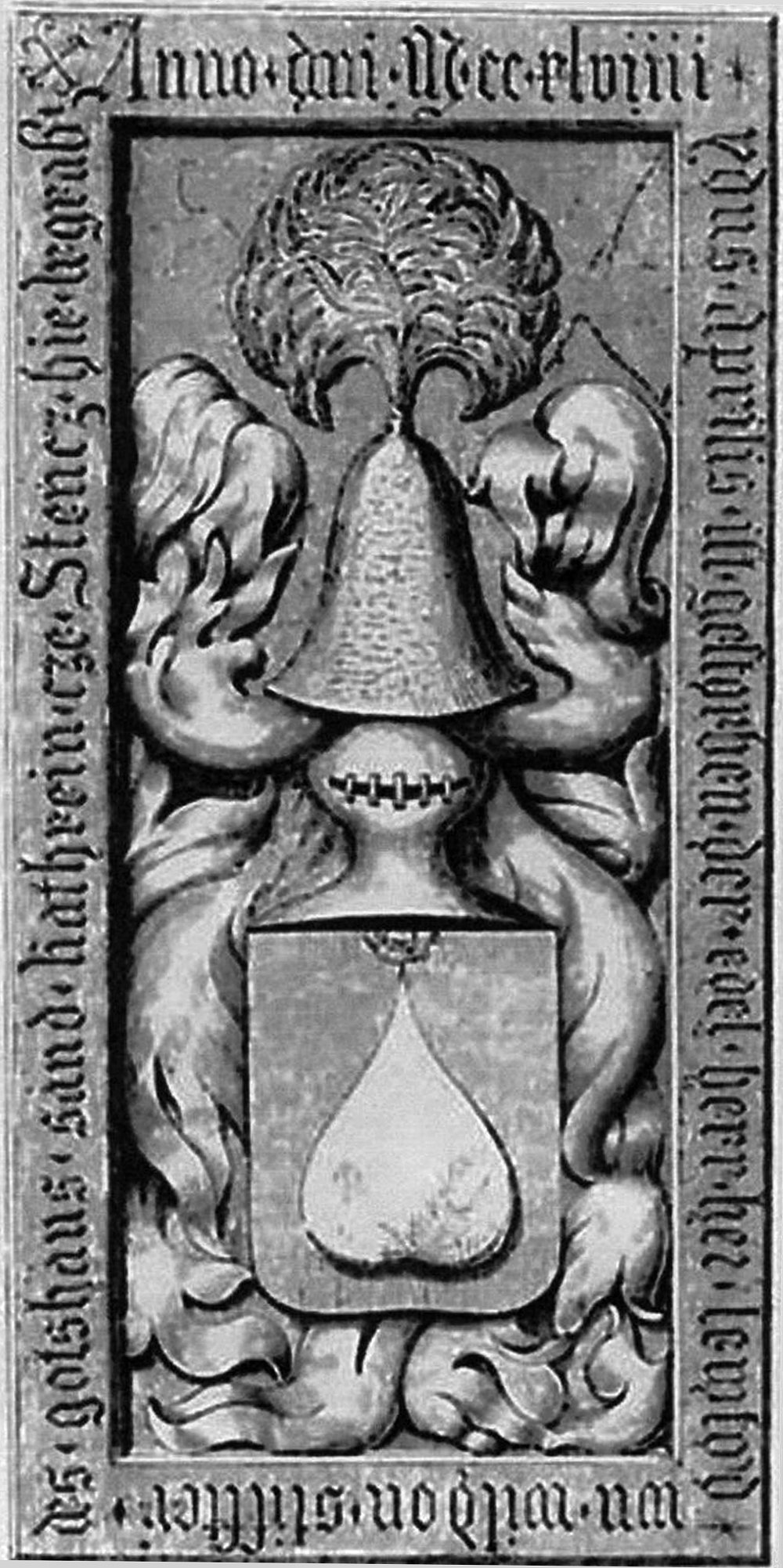
Wappengrabstein des Leutold von Wildon, 1249

## Familie
Leutold war verheiratet mit Agnes von Traberch (Dravograd); Kinder:
- Gertrude ⚭ Albero V. von Kuenring-Dürnstein
- Agnes ⚭ Otto von Liechtenstein